# 존 T. 체임버스
존 토마스 체임버스(John Thomas Chambers, 1949년 8월 23일 ~ )는 미국의 사업가이다. 시스코 시스템즈의 회장, 최고경영자를 지냈다.
1949년 미국 오하이오주 클리블랜드에서 태어났다. 9세에 난독증을 진단받았다. 웨스트버지니아 대학교에서 경영학을 전공하고 법무박사 학위를 받았으며 켈리스쿨에서 경영학 석사를 받았다.
1976년부터 IBM에서 기술영업직으로 근무하였으며, 1983년에 왕 연구소로 옮겼다. 1995년부터 시스코 시스템즈의 CEO를 맡았으며, 2006년부터 회장직을 겸하여 2015년까지 근무하였다. 2017년 시스코 이사진에서 은퇴하여 명예이사가 되었다.